# Kaur Gading
Kaur Gading is een bestuurslaag in het regentschap Tanggamus van de provincie Lampung, Indonesië. Kaur Gading telt 2055 inwoners (volkstelling 2010).